# Descent Pass
Descent Pass är ett bergspass i Antarktis. Det ligger i Östantarktis. Nya Zeeland gör anspråk på området. Descent Pass ligger 1 195 meter över havet.
Terrängen runt Descent Pass är varierad. Trakten är obefolkad. Det finns inga samhällen i närheten.